# Vincenzo Spadavecchia
Vincenzo Spadavecchia (Terlizzi, 1º agosto 1993) è un pallavolista italiano, centrale della Rinascita Lagonegro..

## Carriera
La carriera di Vincenzo Spadavecchia inizia nelle giovanili del Molfetta. Nella stagione 2012-13 viene ingaggiato dalla Materdomini di Castellana Grotte, in Serie B1: con la vittoria del campionato ottiene la promozione in Serie A2, categoria dove militerà con la stessa maglia nelle due annate successive.
Nella stagione 2015-16 ritorna a Molfetta, questa volta in prima squadra, in Superlega, mentre per l'annata seguente veste la maglia dell'Emma Villas di Siena, in Serie A2, vincendo la Coppa Italia di categoria 2016-17 e ottenendo la promozione in Superlega, categoria dove milita con lo stesso club nella stagione 2018-19.
Nell'annata 2019-20 torna a disputare il campionato cadetto, ingaggiato dalla Rinascita Lagonegro.

## Palmarès

### Club
- Coppa Italia di Serie A2: 1

2016-17